# 김병종
김병종(金炳宗, 1953년 ~ )는 대한민국의 화가다.

## 생애
단아(旦兒) 김병종은 대한민국의 화가 중 한 사람으로 동양과 서양, 전통과 현대를 아우르는 독자적 화풍으로 알려져 있다.
1953년 전라북도 남원시에서 태어났으며 1974년 서울대학교 미술대학 회화과와 동 대학원을 졸업했다. 1979년 전국대학미전에서 대통령상을 수상했으며, 1980년 《동아일보》와 《중앙일보》 신춘문예에서 미술평론과 희곡 부문에 당선되어 등단했다. 석사 과정 이후인 1983년부터 모교에서 강의를 시작, 1985년에 서울대학교 동양화과의 교수로 부임한 뒤 2001년에는 미술대학장과 서울대학교 미술관장, 조형연구소장으로 임명되었다. 1992년~2001년에는 성균관대학교에서  동양철학 박사학위를 취득했다. 2018년 36년간 봉직한 서울대학교 퇴임식에서 예술계 대학교수로서는 이례적으로 대표 연설을 했으며 이후 서울대학교 명예교수 및 가천대학교 석좌교수로 있다.
주요 전시로는 《송화분분》(가나아트센터, 2019), 《바보예수에서 생명의 노래까지》(서울대학교 미술관, 2018),《生命之歌 (생명의 노래)》(베이징 진르(今日)미술관, 2015), 《김병종 30년-생명을 그리다》(전북도립미술관, 2014) 등이 있으며, 서울뿐 아니라 베이징, 파리, 시카고, 브뤼셀, 바젤, 도쿄, 베를린 등 해외에서 개인전을 20회 이상 연 바 있다. 피악(FIAC), 아트바젤(Art Basel), 광주 비엔날레 베이징 비엔날레, 인도 트리엔날레 등 국내외 유수 아트페어에 참여했다. 안견미술문화대상, 자랑스런 전북인상을 비롯, 녹조근정훈장, 대한민국문화훈장 등 문화예술계의 중요한 상을 수상했다. 저서로는 『화첩기행 1-4』(문학동네, 2014), 『중국회화연구』(서울대학교출판부, 1997) 등이 있다. 그의 작품은 런던 대영박물관, 토론토 로얄 온타리오 뮤지엄, 국립현대미술관, 서울시립미술관, 청와대 등에 소장되어 있다. 2018년 3월, 전북 남원에서 『남원시립김병종미술관』이 개관했다.
김병종은 민족적 자의식과 한국화 고유의 정신을 유지하면서도 현대적 표현으로 매체를 넘나들어 한국화의 현대화 및 세계화를 이끌고 있다고 평가받는다.
그의 대표적인 작품으로는 《바보예수》(1988~), 《생명의 노래》(1989~), 《송화분분》(2016~), 《풍죽》(2017~) 연작 등이 있다. 꽃과 나무, 예수의 초상, 여행지의 풍경, 어린 시절의 기억과 바람에 날리는 송홧가루와 대나무 숲의 풍경까지 다양한 주제로 자유롭고 역동적이며 거침없는 표현을 구사한다. 그는 평생 생명을 주제로 작업하여 '생명 작가'로 불리는데, 자연을 주제로 한 여러 작품들은 분출하는 생명력과 시적 아름다움을 다채롭게 보여준다. 김병종의 여러 작품을 관통하는 또 다른 특징은 화면에서 확인할 수 있는 두꺼운 질감의 마티에르(matière)다. 그는 한국의 닥종이에 기반한 두꺼운 화면에 다양한 안료와 석채를 칠하는 방식을 취한다. 그의 작품에는 종종 서양의 부조(relief)나 동양의 요철 방식을 닮은 특유의 표현기법이 포함된다. 이러한 작업을 통해 그는 기존 동양화의 관습적 양식이나 중국화의 고답적 화법을 벗어나 고유한 표현을 추구한다. 전통적 미의식과 동양화론의 핵심적 의미를 체화하여 자신만의 독자적인 한국적 현대 회화를 모색한다고 말할 수 있다.

## 학력
- 1992~2001 성균관대학교 동양철학 박사
- 1980~1982 서울대학교 동양화 석사
- 1974~1980 서울대학교 동양화 학사

## 경력
- 2018~       서울대 명예교수
- 2019~       가천대 석좌교수
- 2022~       서울대학교 총동문회 상임부회장
- 2001~2003 서울대학교 미술대학장[4]
- 2001~2003 서울대학교 미술관장[5]
- 2002~2003 서울대학교 조형연구소장[6]
- 1984~2018 서울대학교 미술학과 교수
- 서울대학교 평의원
- 서울시립미술관 운영, 자문위원

## 수상 내역
- 2022 대한민국 미술인상[7]
- 2021 제5회 안견미술문화대상[8]
- 2020 제1회 화이트원 미술상[9]
- 2019 자랑스러운 전북인 대상[10]
- 2018 허백련 미술상[11]
- 2018 대한민국 녹조 근정 훈장
- 2014 대한민국 문화훈장 외
- 2004 대한민국기독문화훈장
- 1998 전북대상
- 1997 기독문화대상
- 1995 선미술상
- 1992 한국미술작가상
- 1991 한국미술인협회상
- 1990 삼성문화저작상
- 1989 한국출판문학상
- 1989 한국미술기자상
- 1981 대한민국 문화예술상, 삼성재단저작상
- 1980 동아일보 신춘문예 미술평론 당선,중앙일보 신춘문예 희곡 당선
- 1979 전국대학미전 대통령상

## 전시 이력

### 개인전
- 2022 본태박물관 서울분관, 《봄이오다》
- 2020 제1회 화이트원 미술상 수상 기념전, 김병종, 갤러리화이트원
- 2019 김병종:송화분분, 가나아트센터
- 2018 바보예수에서 생명의 노래까지, 서울대학교미술관
- 2015 生命之歌(생명의노래), 베이징 진르(今日)미술관
- 2014 김병종 30년-생명을 그리다, 전북도립미술관
- 2013 갤러리 현대, 서울
- 2012  갤러리HO, 뉴욕
- 2009 갤러리 현대, 서울
- 2006 갤러리 Andrew shire, L.A 개인전, 갤러리 현대, 서울
- 2005 베이징 비엔날레 참여. 김병종전, 김재선갤러리
- 2004 생명의 노래, 가나아트센터, 광주 비엔날레 참여
- 2003 개인전, 가나아트센터
- 1999 김병종의 화첩기행전, 조선일보미술관, 생명의 노래, 가나아트센터
- 1997 개인전, 파리 몽뜨니갤러리
- 1996 개인전, 가나보부르갤러리, 파리, 갤러리 파스칼폴라, 브뤼셀 개인전
- 1995 개인전, 가나화랑, 파리 FIAC 출품, 선화랑, 서울, 선미술상 수상기념전
- 1994 개인전, 가나화랑, 서울, 파리 FIAC 출품
- 1993 개인전, 베를린 구아르니드미술관
- 1992 개인전, 조선일보미술관
- 1992 개인전, 예화랑
- 1990 개인전,미술기자상 수상 기념전, 동산방화랑,폴란드 베즈티루르,산도르페퇴피갤러리
- 1989 개인전, 기욜시립미술관 ,헝가리, 로호갤러리, 프레데리키아갤러리, 베를린 개인전
- 1987 개인전, 방글라데시 비엔날레 참여
- 1986 개인전, HOT갤러리, 오사카 外

## 작품 소장

### 한국 외 작품 소장처
- 대영박물관(British Museum, London)
- 로얄 온타리오 뮤지엄,(Royal Ontario Museum, Canada)
- EC대사관(The EC Embassy, Belgium)
- 방글라데시 아트뮤지엄(Bangladesh Museum of Art, Bangladesh)
- 콜롬비아 아트뮤지엄(Columbia Museum of Art, Columbia)
- 부다페스트 현대미술관(Budapest Museum of Comtemporary Art, Hungary)

### 한국 내 작품 소장처
- 국립현대미술관, 서울
- 서울시립미술관, 서울
- 광주시립미술관, 광주
- 대전시립미술관, 대전
- 전북도립미술관, 전주
- 남원시립김병종미술관, 남원
- 서귀포시립기당미술관, 제주
- 울산지방법원, 울산
- 수원지방법원, 수원
- 전주지방법원, 전주
- 서울대학교미술관, 서울
- 한양대학교박물관, 서울
- 세종문화회관, 대극장 무대면막, 서울
- 전라북도남원의료원, 남원
- 국립국악원, 소극장 무대면막, 서울

## 출간 도서

### 비평서
- 《붓은 잠들지 않는다》.(주) 너와숲. 2022년, ISBN 9791192509075

### 단독 저서
- 《내 영혼을 만지고 간 책》. (주) 너와숲. 2022년, ISBN 9791192509259
- 《칠집 김씨 사람을 그리다》. (주) 너와숲. 2022년, ISBN 9791192509174
- 《거기서 나는 죽어도 좋았다》. (주) 너와숲. 2022년, ISBN 9791192509099
- 《시화기행 1(파리, 고요한 황홀)》. 문학동네. 2021년, ISBN 9788954680158
- 《시화기행 2(뉴욕, 한낮의 우울)》. 문학동네. 2022년, ISBN 2005159981
- 《(스무개의 연필로 그린 생명 이야기)》. 서울대출판부. 2015년,권영걸 외, ISBN 9788952116789
- 《나무 집 예찬(집이 그림이 되는 순간이 있다)》. 열림원. 2014년, ISBN 9788970638294

- 《자스민, 어디로 가니?(작은 강아지 한 마리가 가르쳐준 삶의 진실)》. 열림원. 2014년, ISBN 9788970638249

- 《화첩기행 1(남도 산천에 울려 퍼지는 예의 노래)》. 문학동네. 2014년, ISBN 9788954623674
- 《화첩기행 2(예인의 혼을 찾아 옛 거리를 거닐다)》. 문학동네. 2014년, ISBN 9788954623681
- 《화첩기행 3(타향의 예술가들에게 보내는 편지)》. 문학동네. 2014년, ISBN 9788954623698
- 《화첩기행 4(황홀과 색채의 덩어리, 라틴아메리카)》. 문학동네. 2014년, ISBN 9788954623704
- 《화첩기행 5(북아프리카 사막위로 쏟아지는 찬란한 별빛)》. 문학동네. 2014년, ISBN 9788954623711
- 《오늘 밤, 나는 당신 안에 머물다(그리며 사랑하며, 김병종의 그림묵상)》. 문학동네. 2009년, ISBN 9788954609708

- 《여행 - (ON THE ROAD) 전3권》. 열화당. 2008년, ISBN 9788930103312
- 《김병종의 라틴화첩기행》. 랜덤하우스코리아. 2008년, ISBN 9788925516486

- 《김병종의 모노레터(화첩기행 네 번째)》. 효형출판. 2006년, ISBN 9788958720362

- 《묵상 바보 예수》. 솔과학. 2005년, ISBN 9788987794778
- 《김병종의 화첩기행 1》. 효형출판. 2005년, ISBN 9788958720072
- 《김병종의 화첩기행 2(달이 뜬다 북을 울려라)》. 효형출판. 2005년, ISBN 9788958720089
- 《화첩기행 3/완결》. 효형출판. 2005년, ISBN 9788958720096

- 《바보 예수(김병종 화집 1)》. 효형출판. 2005년, ISBN 9788958720119
- 《생명의 노래(김병종 화집 2)》. 효형출판. 2005년, ISBN 9788958720126

- 《나의 생명 이야기》. 황우석·최재천 공저. 효형출판. 2004년, ISBN 9788958720041
- 《나를 매혹시킨 한 편의 시 7(시는 모든 예술의 고향)》. 문학사상사. 2003년, ISBN 9788970124902

- 《화첩기행 2(달이 뜬다 북을 울려라)》. 효형출판. 2000년, ISBN 9788986361346
- 《화첩기행 1(예의 길을 가다》. 효형출판. 1999년, ISBN 9788986361247
- 《미술강의》. 통나무. 1998
- 《중국회화연구》. 서울대학교출판부. 1997년, ISBN 9788970961460
- 《화혼을 사르며》. 서울대학교출판부. 1997년, ISBN 9788970962672

- 《김병종(아르비방 13)》. 시공사. 1995년, ISBN 8972591238
- 《Kim Byung Jong》.화집. 시공사. 1994년
- 《먹으로 그린 새가 하늘로 가네》. 비룡소. 1994년, ISBN 9788949150048
- 《중국회화의 조형의식연구》. 서울대학교출판부. 1989년